# Buddy Shuman 250 1966
Buddy Shuman 250 1966 var ett stockcarlopp ingående i  Nascar Grand National Series som kördes 9 september 1966 på den 0,4 mile (643,737 m) långa ovalbanan Hickory Motor Speedway i Hickory, North Carolina. Totalt avverkades 100 miles (160,934 km) fördelat på 250 varv. Banunderlaget var dirt. Loppet vanns av David Pearson i en Dodge på tiden 1:25.04 körandes för Cotton Owens. Pearsons snitthastighet var 70,533 mph. Han var vid målgång ensam förare på ledarvarvet, ett varv före tvåan Richard Petty. Prispotten uppgick till 4 640 dollar, varav 1 000 dollar gick till segraren. Loppet är uppkallat efter stockcarföraren Buddy Shuman som dog i en hotellbrand 13 november 1955.

## Resultat
| Plc     | Nr | Förare          | Team/ Bilägare                 | Konstruktör | Start | Varv | Ledda varv |
| ------- | -- | --------------- | ------------------------------ | ----------- | ----- | ---- | ---------- |
| 1       | 6  | David Pearson   | Cotton Owens                   | Dodge       | 2     | 250  | 195        |
| 2       | 42 | Richard Petty   | Petty Enterprises              | Plymouth    | 1     | 249  | 0          |
| 3       | 1  | Paul Lewis      | Paul Lewis                     | Plymouth    | 3     | 248  | 0          |
| 4       | 48 | James Hylton    | Bud Hartje                     | Dodge       | 9     | 242  | 0          |
| 5       | 92 | Hank Thomas     | W.S. Jenkins                   | Ford        | 7     | 240  | 0          |
| 6       | 34 | Wendell Scott   | Wendell Scott                  | Ford        | 11    | 236  | 0          |
| 7       | 2  | Bobby Allison   | Donald Brackins                | Chevrolet   | 5     | 235  | 0          |
| 8       | 20 | Clyde Lynn      | Clyde Lynn                     | Ford        | 17    | 219  | 0          |
| 9       | 4  | John Sears      | L.G. DeWitt                    | Ford        | 6     | 219  | 0          |
| 10      | 95 | Bill Seifert    | Gene Cline                     | Ford        | 16    | 217  | 0          |
| 11      | 26 | Junior Johnson  | Junior Johnson                 | Ford        | 8     | 212  | 55         |
| 12      | 64 | Elmo Langley    | Elmo Langley / Henry Woodfield | Ford        | 4     | 212  | 0          |
| 13      | 97 | Henley Gray     | Henley Gray                    | Ford        | 19    | 211  | 0          |
| 14      | 19 | J.T. Putney     | J.T. Putney                    | Chevrolet   | 14    | 302  | 0          |
| 15      | 70 | J.D. McDuffie   | J.D. McDuffie                  | Ford        | 15    | 183  | 0          |
| 16      | 15 | Paul Dean Holt  | Lyle Stelter                   | Ford        | 18    | 76   | 0          |
| 17      | 73 | Buddy Baker     | Joan Petre                     | Ford        | 13    | 67   | 0          |
| 18      | 87 | Buck Baker      | Buck Baker                     | Chevrolet   | 10    | 56   | 0          |
| 19      | 96 | Neil Castles    | Homer O'Dell                   | Ford        | 20    | 20   | 0          |
| 20      | 59 | Tom Pistone     | Tom Pistone                    | Ford        | 21    | 14   | 0          |
| 21      | 0  | Darel Dieringer | Reid Shaw                      | Ford        | 12    | 3    | 0          |
| Källor: |    |                 |                                |             |       |      |            |